# 그 날이 올 때까지
그날이 올 때까지는 한국에서 제작된 이형표 감독의 1968년 영화이다. 김지미 등이 주연으로 출연하였고 박관식 등이 제작에 참여하였다.

## 출연

### 주연
- 김지미
- 남궁원
- 윤일봉

### 조연
- 정민
- 김동원
- 이수련
- 김의향
- 최명수
- 임성한
- 김칠성

## 제작진
- 원작자: 이문웅
- 조명: 고해진
- 녹음: 김병수
- 음향: 최형래
- 미술: 박석인